# 하빕 미얀
라힘 "하빕 미얀" 칸(영어: Rahim "Habib Miyan" Khan, 1869년 5월 20일? ~ 2008년 8월 19일)은 139살까지 살았다고 주장했던 인도의 인물이다. 그는 가장 긴 퇴직 연금으로 기네스북 기록을 보유하고 있다. 림카기록부에는 2005년 판에서 그를 "120년 이상"이라고 기술하면서 그를 자이푸르 최고령자로 기재하고 있지만, 기네스에게는 출생증명서가 없었기 때문에 기네스북은 그의 주장을 인정하지 않았으며, 그 당시 115세의 나이로 에드나 파커를 세계 최고령자로 받아들였다.
미얀의 출생일은 1869년에 태어난 라힘 칸의 가계도에서 유래되었다. 그의 연금 장부에 그의 출생일이 1878년 5월 20일로 기재되어 있다. 미얀은 1938년 군에서 연금을 청구하기 위해 제대할 때부터 이런 서류를 사용해 왔다고 말해 세계에서 가장 오래 등록된 노령연금 수급자가 됐다.
2004년 두 명의 신원 미상의 사람들이 미얀이 하즈로 가기 위해 돈을 기부했는데, 그는 역사상 가장 나이가 많은 하지 순례자로 알려져 있다. 자이푸르 시장에 의해 아브이 자이푸르로 임명되었다. 텔레그래프는 라자스탄 정부의 라자스탄 주 에이즈 통제 협회가 "HIV와 에이즈 시대의 길고 건강한 삶을 위한 아이콘"으로 미얀을 선정했다고 보도했다.